# Albert Freyermuth
Albert Freyermuth (* 1. Februar 1904 in Straßburg; † 20. Juli 1971) war ein französischer Fußballspieler, der während seiner gesamten Laufbahn für Racing Straßburg spielte.

## Karriere
Freyermuth stammte aus dem Straßburger Ortsteil Neudorf und verbrachte seine Kindheit in der damals noch zum deutschen Kaiserreich zählenden Hauptstadt des Elsass. Schon in den Jahren des Ersten Weltkriegs wirkte der damals Jugendliche für den lokalen Fußballverein FC Neudorf, der nach dem Kriegsende im Jahr 1918 wiedergegründet und wenig später in Racing Strasbourg (deutsch Racing Straßburg) umbenannt wurde. Hintergrund war, dass das Elsass 1918 wieder an Frankreich gefallen war. Im Februar 1919 wurde eine erste Schülermannschaft gebildet, in welcher der damals 15-Jährige Nachwuchsspieler sofort zum unangefochtenen Führungsspieler wurde. 1921 schaffte der Stürmer mit 17 Jahren den Sprung in die erste Mannschaft, die damals vom ehemaligen Schweizer Nationalspieler Charles Wyss angeführt wurde. Eine frankreichweite Meisterschaftsrunde bestand zu dieser Zeit noch nicht, doch auf regionaler Ebene spielte Racing Straßburg eine große Rolle und konnte in den Saisons 1922/23 sowie 1923/24 jeweils elsässischer Meister werden. Seinen Militärdienst absolvierte er in der Mitte der 1920er-Jahre beim 158. Infanterieregiment in Straßburg und konnte in diesem Kontext zwei Mal die französische Militärmeisterschaft im Fußball gewinnen. Zudem ermöglichte es ihm, mehrere talentierte Mitspieler aus dem Militärfußball an die Vereinsmannschaft von Racing heranzuführen.
Am 6. Dezember 1925 traf Straßburg in Saint-Ouen bei Paris im Rahmen des landesweiten Pokalwettbewerbs auf den mehrfachen Landespokalsieger Red Star AC und konnte durch einen 2:1-Erfolg auf sich aufmerksam machen. Dies brachte Freyermuth und seine Teamkollegen drei Tage später sogar auf die Titelseite des Miroir des Sports. Letztlich schied die Mannschaft im Achtelfinale gegen Stade Français Paris aus. In den darauffolgenden Jahren wuchs Freyermuth in die Rolle des Kapitäns sowie des Spielmachers der Elsässer hinein. Als 1932 mit der Division 1 eine landesweite Profiliga eingeführt wurde, zählte Straßburg – wenngleich es zuvor einige Male für den nationalen Pokalwettbewerb qualifiziert gewesen war – nicht zu den 20 Gründervereinen. Dennoch konnte der Verein am 1. Januar 1933 vor heimischem Publikum ein Freundschaftsspiel gegen die damalige europäische Spitzenmannschaft FK Austria Wien veranstalten, was für Freyermuth zugleich seinen insgesamt 500. Einsatz im Trikot von Racing darstellte.
Ebenfalls 1933 wurde mit der Division 2 eine zweite Profiliga unterhalb der Division 1 eingeführt. Straßburg wurde in diese Liga aufgenommen und zählte in dem zweigleisig ausgetragenen Wettbewerb zur Nordstaffel. Am 3. September 1933 erreichte Freyermuth beim Auftaktspiel gegen die US Saint-Servan aus Saint-Malo sein Profidebüt, welches mit einer 1:5-Niederlage endete. Im Saisonverlauf steigerte sich die Mannschaft deutlich und durfte somit 1934 an der Aufstiegsrelegation zur ersten Liga teilnehmen. Beim entscheidenden 3:1-Sieg gegen den Elsässer Rivalen FC Mulhouse erzielte der Stürmer selbst zwei wichtige Treffer. Nach dem Aufstieg in die höchste französische Spielklasse zog sich der inzwischen 30-Jährige weitgehend aus der Profimannschaft zurück und nahm Amateurstatus an, blieb aber für Einsätze verfügbar. Somit erreichte er am 9. September 1934 bei einem 2:1-Sieg gegen den Excelsior AC Roubaix sein Erstligadebüt und bestritt im Saisonverlauf noch zwei weitere Partien in der Division 1, ehe er seine Laufbahn 1935 endgültig beendete. Insgesamt war er auf fast 800 Pflicht- und Freundschaftsspiele für Racing Straßburg gekommen. Anschließend arbeitete er weiter für den Verein, insbesondere als Trainer der Reservemannschaft. Freyermuth starb 1971 im Alter von 67 Jahren.